# Pseudogyrtona fulvana
Pseudogyrtona fulvana là một loài bướm đêm trong họ Noctuidae.